# Jelat sfaxien
 (signalé en mai 2025).
Si vous disposez d'ouvrages ou d'articles de référence ou si vous connaissez des sites web de qualité traitant du thème abordé ici, merci de compléter l'article en donnant les références utiles à sa vérifiabilité et en les liant à la section « Notes et références ».
- Archive Wikiwix
- Bing
- Cairn
- DuckDuckGo
- E. Universalis
- Gallica
- Google
- G. Books
- G. News
- G. Scholar
- Persée
- Qwant
- (zh) Baidu
- (ru) Yandex
- (wd) trouver des œuvres sur Wikidata

Le jelat sfaxien est une spécialité culinaire tunisienne originaire de la ville de Sfax.
Il s'agit d'un beignet ou d'un pain brioché saupoudré de sucre glace que l'on fourre de crème glacée artisanale avant le service, d'où le nom de jelat. La différence de température entre le pain et la glace conduit cette dernière à fondre légèrement et à recouvrir alors les parois du pain. Il existe aussi une version avec de la crème glacée aux fruits confits.
Il peut être également décoré d'amandes ou de pistaches en poudre avant le service.